# Nomenclatura delle attività economiche

Bandiera dell'Unione europea

La classificazione statistica delle attività economiche nella Comunità europea o codice NACE (dal francese Nomenclature statistique des activités économiques dans la Communauté européenne) è un sistema di classificazione generale utilizzato per sistematizzare ed uniformare le definizioni delle attività economico/industriali nei diversi Stati membri dell'Unione europea.

## Storia
La nomenclatura venne creata dall'Eurostat, organo statistico della Commissione europea, nel 1970 e raffinata nel corso degli anni, fino all'ultima revisione nel 2002, pubblicata con Regolamento (CE) n. 29/2002 della Commissione, che modifica il precedente regolamento (CEE) n. 3037/90 del Consiglio relativo alla classificazione statistica delle attività economiche nelle Comunità europee.
L'esigenza di unificare le definizioni delle attività economico/industriali è sorta per evitare incomprensioni al livello statistico tra le diverse attività realizzate dai soggetti ed i diversi modi per definirle negli stati dell'UE.
Ciascun istituto nazionale di statistica ha formulato conseguentemente una tabella di conversione a cui far riferimento per tradurre automaticamente al livello nazionale i codici NACE. In Italia l'ISTAT traduce i codici NACE con le classificazioni ATECO.
La classificazione NACE deriva tuttavia da un sistema internazionale di classificazione delle attività economiche, noto come ISIC o International Standard Industrial Classification (standard internazionale di classificazione industriale), giunto alla revisione 3.1.

## Codici NACE
Le categorie generali, ciascuna delle quali è suddivisa in ulteriori sotto-categorie (con elencazione numerica) sono le seguenti:
- A Agricoltura, allevamento bestiame, caccia e silvicoltura
- B Pesca e allevamento pesci
- C Estrazione di minerali (industria mineraria)
  - CA Estrazione di minerali energetici
  - CB Estrazione di minerali non energetici
- D Produzione/fabbricazione
  - DA Produzione di cibo, bevande e tabacco
  - DB Produzione di materiali tessili e prodotti tessili
  - DC Produzione del cuoio e dei prodotti di cuoio
  - DD Produzione del legno e dei prodotti del legno
  - DE Produzione della carta e dei prodotti della carta
  - DF Produzione di coke, dei prodotti della raffinazione del petrolio e del carburante nucleare
  - DG Produzione di prodotti chimici e di fibre artificiali
  - DH Produzione della gomma e dei prodotti plastici
  - DI Produzione di prodotti minerali non metallici
  - DJ Produzione di metalli e di prodotti metallici
  - DK Produzione di macchinari e di attrezzature
  - DL Produzione di attrezzature elettriche ed ottiche
  - DM Produzione di attrezzature per i trasporti
  - DN Produzione di altri prodotti non classificati (n.e.c.)
- E Approvvigionamento di elettricità, gas ed acqua
- F Costruzioni
- G Commercio all'ingrosso e al dettaglio; riparazione di veicoli, motocicli e beni personali/della casa
- H Hotel, ristoranti e bar
- I Trasporti, magazzinaggio e comunicazioni
- J Intermediazione finanziaria
- K Attività relative ai beni immobili, affitti, intermediazioni e consulenze
- L Pubblica Amministrazione, difesa, sicurezza sociale obbligatoria
- M Educazione
- N Sanità e servizi sociali
- O Altre attività sociali, personali e di comunità
- P Attività domestiche
- Q Attività di enti e organizzazioni non territoriali